# Malbaza
Malbaza – miasto w Nigrze, w regionie Tahoua, w departamencie Birni N’Konni.